# Gwynedd
Gwynedd (IPA: /ˈɡwɪnɪð/ (angol); [ˈɡʊɨnɛð] (walesi)) megye Északnyugat-Walesben. Gwynedd Királyságáról kapta a nevét. Bár földrajzilag az egyik legnagyobb megye Walesben, lakosságát tekintve ritkán lakott. A lakosság nagy része walesi anyanyelvű. A „Gwynedd” név történelmileg és kulturálisan nagyjából Wales egész északi részére is vonatkozott, egykor itt terült el valahol Gwynedd királysága.

## Földrajza

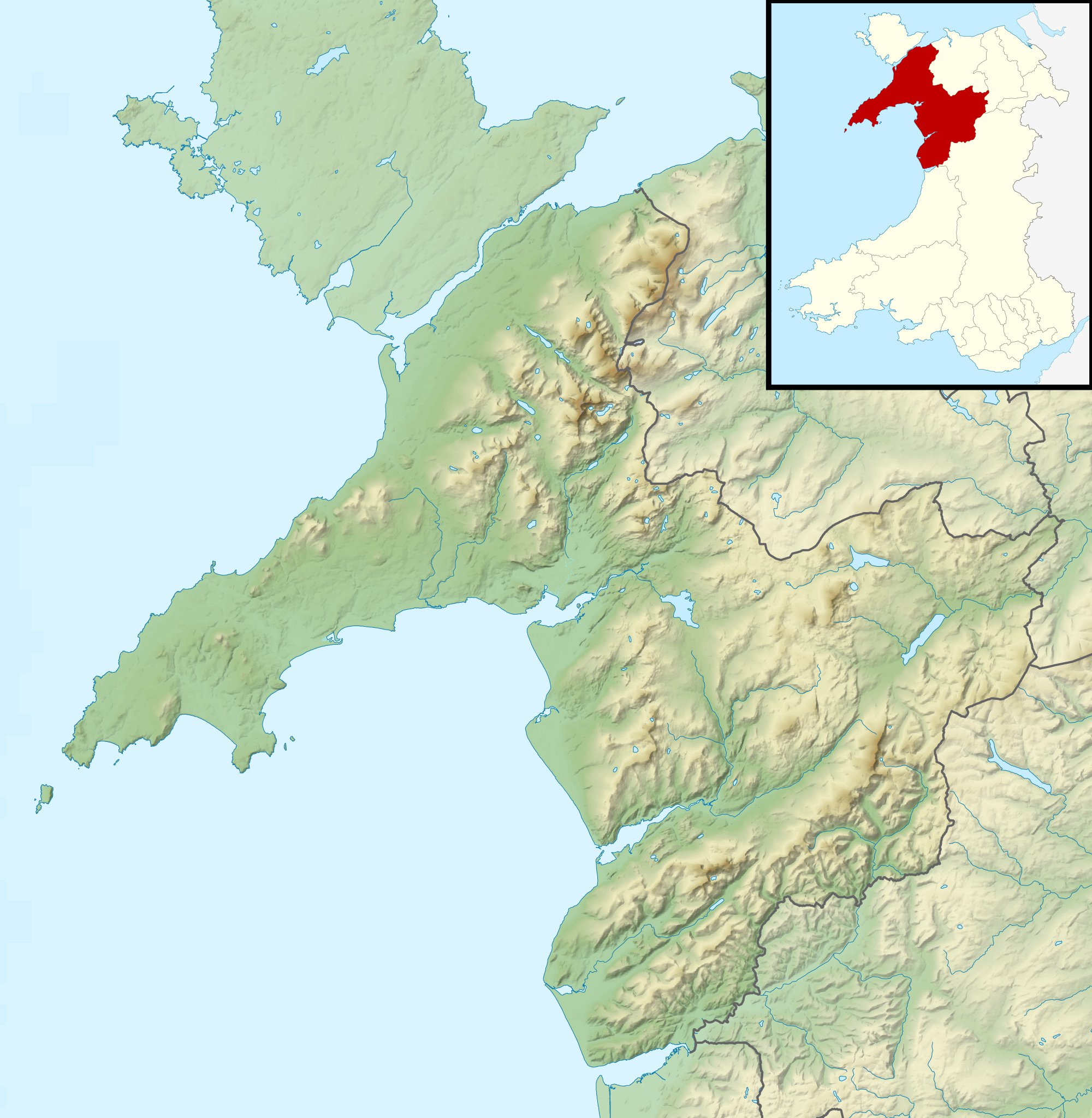
Gwynedd domborzati térképe

A szűkebben értelmezett Gwynedd területe mindössze 1130 km² (Világjárók), magában foglalja a Llŷn-félszigetet (Lleyn-félsziget) és a Snowdownia Nemzeti Park nagy részét. Négy vára — I. Eduárd király várai és városfalai Gwynedd grófságban gyűjtőnéven — a Világörökség része. Itt magaslik Wales legmagasabb hegye, az 1085 m-es Snowdon.
Északnyugati partjait a Menai-szoros választja el Anglesey szigetétől.

## Története

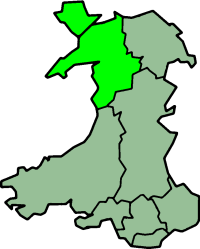
Gwynedd 1974 és 1996 között

Gwynedd független kelta királysága az 5. században alakult, miután a rómaiak kivonultak Britanniából. A királyság a 13. századig, állt fenn; ekkor I. Eduárd angol király bekebelezte Waleset. A modern Gwynedd egyike volt a nyolc, 1974. április 1-jén megalkotott walesi megyének.
A megye magába foglalta Anglesey, Caernarfonshire és Merionethshire korábbi megyéket és Denbighshire alábbi településeit: Llanrwst, Llansanffraid Glan Conwy, Eglwysbach, Llanddoget, Llanrwst Rural és Tir Ifan.
A megyét öt járásra osztották: Aberconwy, Arfon, Dwyfor, Meirionnydd és Anglesey.
Az 1994-es Local Government (Wales) Act 1996. április 1-jén eltörölte az 1974-es megyerendszert, területét újra felosztották. Anglesey független lett, Aberconwy (amely magába foglalta a korábbi Denbighshire-részeket) az újonnan alkotott Conwy County Borough lett. A maradék részek: Caernarfonshire és Merionethshire. A tanács első dolga volt a területet átnevezni Gwyneddnek 1996. április 2-án.

## Települések
A legnagyobb városok és lakosságuk (2001) [forrás?]:
| Név                | Lakosság (2001) |
| ------------------ | --------------- |
| Bala               | 1980            |
| Bangor             | 21735           |
| Barmouth           | 2230            |
| Bethesda           | 4327            |
| Blaenau Ffestiniog | 5000            |
| Caernarfon         | 9611            |
| Criccieth          | 1826            |
| Dolgellau          | 2678            |
| Ffestiniog         | 4830            |
| Harlech            | 1952            |
| Nefyn              | 2619            |
| Porthmadog         | 4187            |
| Pwllheli           | 3861            |
| Tywyn              | 2864            |

## Gazdaság
Wylfában atomerőmű üzemel.

## Walesi nyelvű lakosság
2001 előtt a walesi anyanyelvűek száma megfogyatkozott, majd újra nőni kezdett. 2001-ben a lakosság egyötöde (20,5%) nyilatkozott úgy, hogy folyékonyan beszél walesiül. A walesi nyelvet (valamilyen szinten) beszélők száma az 1991-es 72,1%-ról 2001-re 68,7%-ra esett. 2003-ban egy iskolai kutatás kimutatta, hogy a 3 és 15 év közötti gyerekek 94%-a beszél walesiül.

## Politika
2005-ben megválasztott parlamenti képviselők:
- Elfyn Llwyd (Plaid Cymru)
- Betty Williams (Munkáspárt)
- Hywel Williams (Plaid Cymru)

## Oktatás
- Bangor Egyetem

## Híres gwyneddiek
- Wayne Hennessey labdarúgó (Wolverhampton Wanderers)
- Owain Fôn Williams labdarúgó
- Duffy, soul énekesnő
- Bryn Terfel operaénekes
- Hedd Wyn (Ellis Evans), költő
- Bryn Fôn énekes, színész
- Clough Williams-Ellis építész

## Fontosabb látnivalók
I. Eduárd király várai és városfalai:
- Beaumarisi vár
- Harlechi vár
- Caernarfoni vár
- Conwyi vár

Snowdownia Nemzeti Park — a Snowdon csúcsára fogaskerekű vasút visz föl.
- Ffestiniogi keskeny nyomtávú hegyivasút.